# Alicia López de la Torre
Alicia López de la Torre (Torreón, Coahuila) es una política mexicana, integrante del Partido Revolucionario Institucional (PRI). Ha sido diputada federal y senadora por el estado de Coahuila.

## Biografía
Como miembro del PRI, fue elegida en 1988 diputada federal por el Distrito 2 de Coahuila, ejerciendo el cargo en la LIV Legislatura que concluyó en 1991.
En 1991 fue postulada y elegida como senadora suplente por Coahuila, siendo senador propietario Rogelio Montemayor Seguy para el periodo de 1991 a 1997 que corresponderán a las Legislaturas LV y LVI. Rogelio Montemayor solicita licencia al senador el 23 de noviembre de 1993, para ser candidato del PRI a Gobernador de Coahuila; por ello, Alicia López De la Torre es convocada al cargo y toma protesta el 7 de diciembre de 1993, y en dicho cargo ocupa las posiciones de secretaria de las comisiones de Población y Desarrollo; y, de Salud; así como integrante de la comisión de Transportes. Permaneció en el cargo hasta el fin de su periodo constitucional en 1997.
Tras este cargo, no volvió a ocupar puestos públicos hasta que el 20 de marzo de 2013, el gobernador de Coahuila Rubén Moreira Valdez la nombró titular de la secretaría de Finanzas de Coahuila en la ciudad de Torreón.